# كيث برين
كيث برين (بالإنجليزية: Keith Bryen) هو متسابق دراجات نارية أسترالي. نافس في سباقات بطولة العالم لفئة 500 سي سي ولفئة 350 سي سي ولفئة 50 سي سي.